# Герб Романовых
Герб Романовых — фамильный герб дома Романовых. Составлен Б. В. Кёне в царствование императора Александра II и официально утверждён 8 декабря 1856 года.

## Описание герба
«…герб Рода Романовых: в серебряном поле червлёный гриф, держащий золотые меч и тарч (щит с отверстием в средине), увенчанный малым орлом; на чёрной кайме восемь оторванных львиных голов, четыре золотые и четыре серебряные».
— 

## История герба

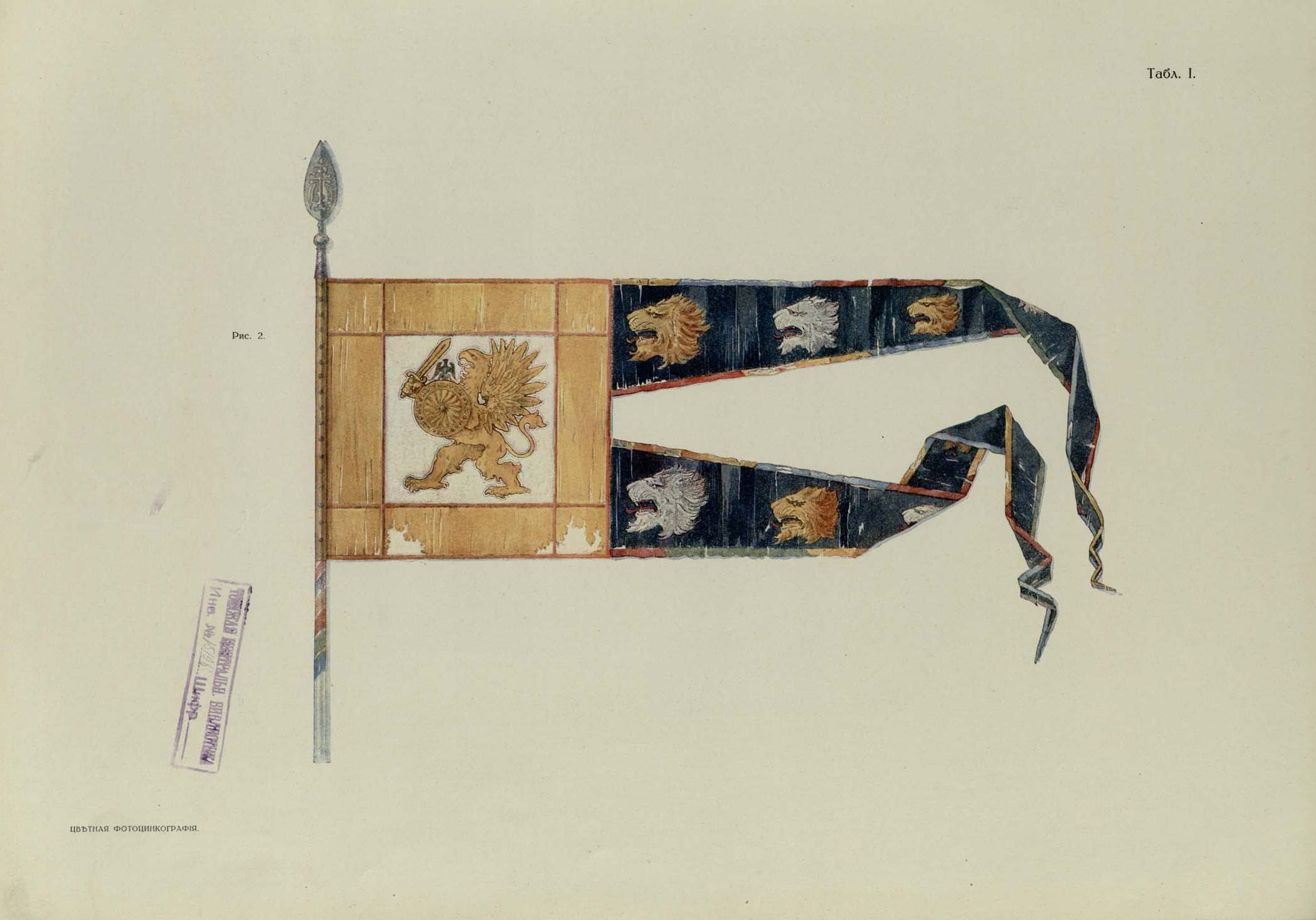
Рисунок прапора боярина Никиты Ивановича Романова

Герб составлен первым руководителем Гербового отделения Департамента Герольдии Б. В. Кёне в царствование императора Александра II.
С момента прихода к власти (1613 год) династия Романовых пользовалась государственным гербом, то есть двуглавым орлом, как личным. Во второй половине XIX века императорская семья пожелала обзавестись собственным родовым гербом. Б. В. Кёне, взяв за основу рисунок на прапоре (ранее хранившемся в Оружейной палате) боярина Н. И. Романова, создаёт герб, который получил Высочайшее утверждение 8 декабря 1856 года. Б. В. Кёне заменил в родовом гербе Романовых золотой цвет грифона с прапора на червлёный (красный) в серебряном (белом) поле.

### Описание прапора Н. И. Романова
«Прапор середина тафта белая, вшит гриф тафта жёлтая, с мечом, в левой лапе держит клеймо, повыше клейма писан орлик чёрный, опушка вшита в червчатую тафту, тафта жёлтая. Откоски объярь чёрная, писаны главы львовы золотом и серебром, опушка тафта разных цветов».
— 

### Палаты бояр Романовых

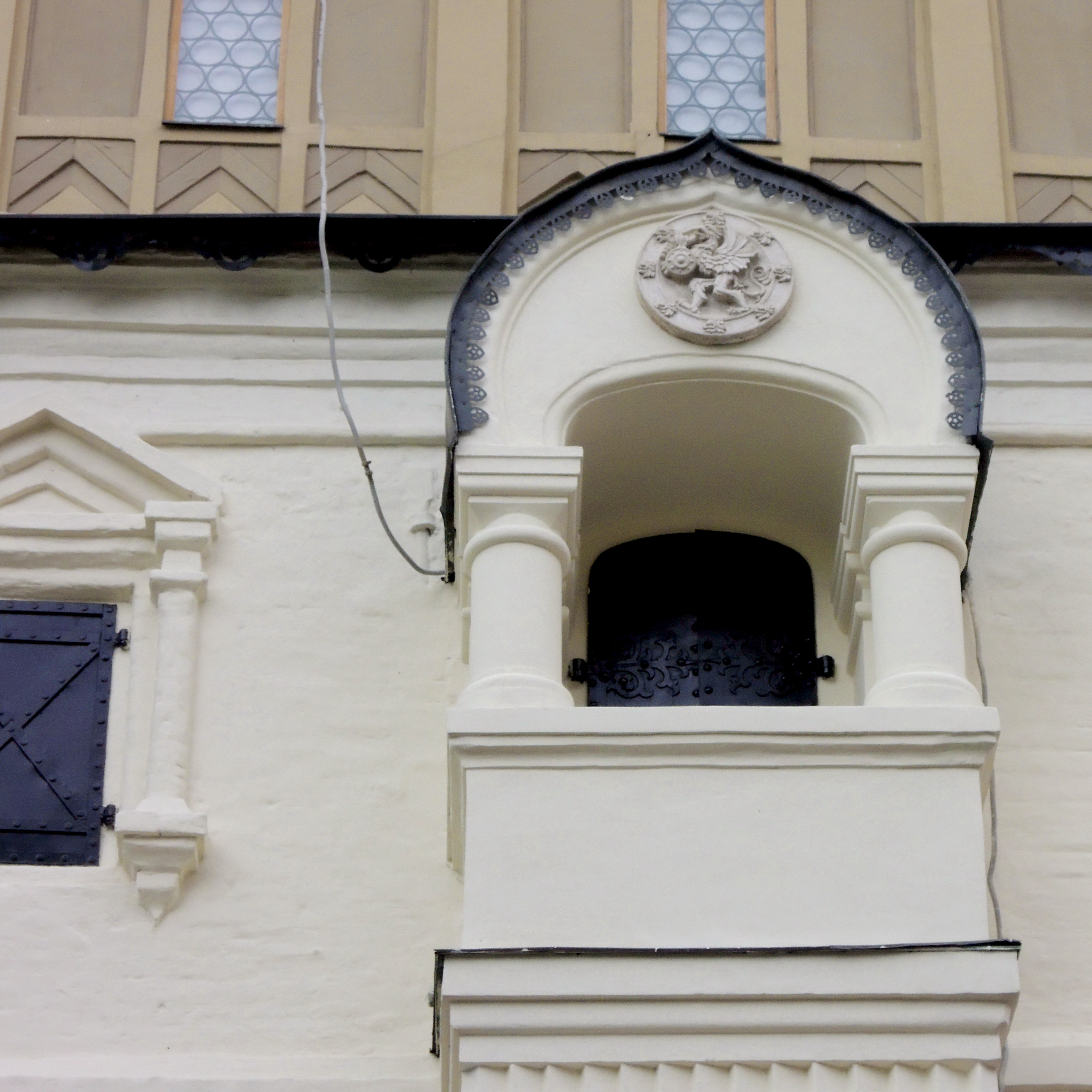
Изображение грифона на здании Палат бояр Романовых

Герб Романовых с изображением грифона располагался на фасаде Палат бояр Романовых, которые были превращены в музей при императоре Александре II и претерпели историческую реставрацию в 1857—1859 годах (эта реставрация проводилась под руководством академика архитектуры Ф. Ф. Рихтера). Грифон находился над входной дверью северного фасада здания со стороны улицы Варварки. В советское время он был снят и его дальнейшая судьба неизвестна. В ходе реставрационных работ 1984—1991 годов раскрыта ниша, где ранее помещалось изображение грифона. В ходе изучения документов в архивах также обнаружили малоизвестные проекты Ф. Ф. Рихтера и фотографию 1913 года, на которой изображён император Николай II на фоне северного фасада палат (над входом в здание хорошо виден грифон).
В 2008 году семья Черновых-Рихтеров (потомки Ф. Ф. Рихтера) и Пол Эдвард Куликовский (потомок сестры Николая II) финансово помогли реконструировать два рельефа с изображением геральдических грифонов на фасаде здания.

## Герб Гольштейн-Готторп-Романовых

Герб Гольштейн-Готторп-Романовых

Соединённый герб Гольштейн-Готторп-Романовых входил в Большой государственный герб Российской империи.
Описание Родового Его Императорского Величества герба:

«Щит рассечённый. Вправо — герб рода Романовых: в серебряном поле червлёный гриф, держащий золотые меч и тарч, увенчанный малым орлом; на чёрной кайме, восемь оторванных львиных голов, четыре золотые и четыре серебряные. Влево — герб Шлезвиг-Голстинский: щит четверочастный с особою внизу оконечностию и малым на середине щитом; в первой червлёной части — герб Норвежский: золотой коронованный лев с серебряною галлебардою; во второй золотой части — герб Шлезвигский: два лазуревые леопардные льва, в третьей червлёной части — герб Голстинский: пересечённый малый щит, серебряный и червлёный; вокруг оного серебряный, разрезанный на три части, лист крапивы и три серебряные гвоздя с концами к углам щита; в четвёртой червлёной части — герб Стормарнский: серебряный лебедь с чёрными лапами и золотою на шее короною; в червлёной оконечности — герб Дитмарсенский: золотой, с подъятым мечом, всадник на серебряном коне, покрытом чёрною тканью; средний малый щит также рассечённый: в правой половине герб Ольденбургский, на золотом поле два червлёные пояса; в левой герб Дельменгорстский, в лазуревом поле золотой, с острым внизу концом, крест. Сей малый щит увенчан Велико-Герцогскою короною, а главный Королевскою».